# Han Chongdi
Han Chongdi (chiń. upr. 汉冲帝; chiń. trad. 漢冲帝; ur. 143, zm. 145) – małoletni cesarz Chin w latach 144–145, ósmy ze wschodniej linii dynastii Han.

## Życiorys
Jego ojcem był cesarz Han Shundi, a matką konkubina Yu. Nadano mu imię Liu Bing. Gdy zmarł jego ojciec, Liu Bing był zaledwie rocznym lub dwuletnim dzieckiem, ale mimo to został obwołany następnym cesarzem. Ze względu na jego małoletność faktycznie rządy sprawowała cesarzowa-wdowa Liang Na.
Wkrótce jednak dwuletni „cesarz” zmarł. Część urzędników dworskich chciała, aby przekazać tron któremuś z dorosłych kuzynów z panującego rodu Liu, jednakże cesarzowa-wdowa Liang Na i Liang Ji przeforsowali osadzenie na tronie kolejnego dziecka – ośmioletniego Liu Zuana.